# Старосільське сільське поселення (Міжріченський район)
Старосі́льське сільське поселення (рос. Старосельское сельское поселение) — сільське поселення у складі Міжріченського району Вологодської області Росії.
Адміністративний центр — село Старе.

## Населення
Населення сільського поселення становить 874 особи (2019; 986 у 2010, 1303 у 2002).

## Історія
Станом на 1999 рік існували Ноземська сільська рада (19 населених пунктів) та Старосільська сільська рада (15 населених пунктів).
2001 року ліквідовано присілок Бильник Ноземської сільради.
Станом на 2002 рік існували Ноземська сільрада (село Спас-Ямщики, присілки Артем'єво, Букино, Грехневка, Заріч'є, Засухино, Косово, Лисково, Михалково, Нова, Ноземські Ісади, Оброшино, Острецово, Підлісне, Поплевіно, Семенково, Совка, Фролово) та Старосільська сільрада (села Нове, Святогор'є, Старе, присілки Високово, Змійцино, Пристань Ісади, Карпово, Матюшкіно, Митниця, Олехово, Пеньєво, Підгорново, Починок, Щелково, Яскіно).
2006 року сільради перетворені в сільські поселення. 9 квітня 2009 року ліквідовано Ноземське сільське поселення, його територія увійшла до складу Старосільського сільського поселення. 2020 року ліквідовано присілки Підлісне та Починок.

## Склад
До складу сільського поселення входять:
| Населений пункт           | Населення, осіб (2002) | Населення, осіб (2010) |
| ------------------------- | ---------------------- | ---------------------- |
| Артем'єво, присілок       | 8                      | 5                      |
| Букино, присілок          | 15                     | 13                     |
| Високово, присілок        | 1                      | 0                      |
| Грехневка, присілок       | 4                      | 2                      |
| Заріч'є, присілок         | 2                      | 0                      |
| Засухино, присілок        | 0                      | 0                      |
| Змійцино, присілок        | 58                     | 39                     |
| Карпово, присілок         | 3                      | 1                      |
| Косово, присілок          | 4                      | 2                      |
| Лисково, присілок         | 2                      | 6                      |
| Матюшкіно, присілок       | 3                      | 0                      |
| Михалково, присілок       | 0                      | 0                      |
| Митниця, присілок         | 2                      | 2                      |
| Нова, присілок            | 63                     | 33                     |
| Нове, село                | 44                     | 20                     |
| Ноземські Ісади, присілок | 3                      | 2                      |
| Оброшино, присілок        | 4                      | 0                      |
| Олехово, присілок         | 2                      | 0                      |
| Острецово, присілок       | 85                     | 55                     |
| Пеньєво, присілок         | 1                      | 0                      |
| Підгорново, присілок      | 5                      | 2                      |
| Підлісне, присілок        | 0                      | 0                      |
| Поплевіно, присілок       | 8                      | 3                      |
| Починок, присілок         | 0                      | 0                      |
| Пристань Ісади, присілок  | 2                      | 0                      |
| Святогор'є, село          | 99                     | 62                     |
| Семенково, присілок       | 0                      | 0                      |
| Совка, присілок           | 2                      | 2                      |
| Спас-Ямщики, село         | 349                    | 296                    |
| Старе, село               | 483                    | 409                    |
| Фролово, присілок         | 9                      | 2                      |
| Щолково, присілок         | 31                     | 19                     |
| Яскіно, присілок          | 11                     | 11                     |